# Ștefan Dobay
Ștefan Dobay (n. 26 septembrie 1909, Dumbrăvița⁠(d), Austro-Ungaria – d. 7 aprilie 1994, Târgu Mureș, România) a fost un fotbalist și antrenor român de fotbal. A fost cvadruplu campion național cu Ripensia Timișoara și de două ori câștigător al cupei României ca jucător, iar ca antrenor a câștigat atât campionatul cât și cupa României cu CCA București.

## Istoric
Poreclit „Calul”, Dobay a fost ucenic la fabrica de argint, la fabrica de cărămidă și, ulterior, funcționar la arhivele municipiului Timișoara, începând fotbalul la vârsta de 10 ani în competițiile organizate pe străzi.
După o primă perioadă petrecută la Banatul Timișoara, club alături de care a devenit campion regional în 1927, Dobay ajunge la Ripensia în 1930, la numai 21 de ani. Timp de zece ani a apărat cu glorie culorile clubului, câștigând de patru ori titlul național și de două ori Cupa României alături de Ripensia. Alături de aceste trofee se mai adaugă și patru titluri de golgheter obținute în 1933, 1934, 1935 și 1937.
Alergarea sa în galop, de unde și-a dobândit porecla mai sus amintită, și șuturile trimise cu o forță teribilă, l-au transformat pe Dobay într-un adevărat coșmar pentru adversari. S-a consacrat pe postul de extremă stânga, post pe care a evoluat și în echipa națională,
cu care a participat la două turnee finale ale Campionatului Mondial, în 1934 și 1938 și la cinci ediții ale Cupei Balcanice.
Legenda șuturilor sale năprasnice pornește de la o faptă reală, petrecută la un meci de Divizia A dintre Juventus București si „Ripi”, cum era alintată trupa fanion a Banatului. Cibi Braun, însuși căpitanul echipei Juventus, povestește această întâmplare care a avut loc în sezonul 1935-1936 la București, în fața unui stadion arhiplin. „În minutul 8, Ghiță Ciolac l-a deschis splendid pe Dobay, iar Calul a pornit-o în galop!  Apoi, după ce a scăpat și de Nicky Petrescu, de la vreo 10 metri și-a expediat ghiuleaua spre poarta lui  Enderffi. Ei bine, dragii mei, șutul acela n-a fost șut, ci un adevărat trăsnet! Mingea a spart plasa porții și a ieșit afară. Pot să vă spun cu mâna pe inimă  că toată viața mea n-am întâlnit lovitură atât de puternică. Balonul a trecut ca ghiuleaua din tun și pe oricine l-ar fi întâlnit în cale cred că l-ar fi doborât la pământ. Tribunele au început să aplaude cu frenezie.”
Într-un interviu cu marele cronicar sportiv Ioan Chirilă, „Calul”, aflat la pensie, în 1966, rememorează o parte din calitățile sale de fotbalist.
```
„Eu porneam ca din praștie fără să mă uit înapoi – știam că Șubi (Schwartz) face vreo două fente ca să simuleze o pasă în partea opusă și mă trezeam deodată cu mingea în față, dar o minge atât de perfectă, pe fuleu! Odată mingea primită, coboram în viteză spre poartă. Prea tehnic n-am fost niciodată. Nu mă pricepeam la finețuri. Eu știam una și bună: arunci mingea pe lângă, și ocolești adversarul la economie, pe tangentă, apoi izbește, tot în viteză. Ionică Bogdan a fost un mare dribleur, dacă aș fi vrut să-l imit aș fi fost un surogat. ˝Ștefan dragă, tu ești făcut să pui ștampile. Subi scrie cererea, tu pui ștampila și dai drumul la gol.”
```

```
„Am muncit mult pentru șut. Încă de mic. Am început-o cu zidul. Pe zid desenam cercuri cu creta roșie. Trăgeam în toate cercurile din toate pozițiile, de pe loc și din mișcare, apoi din viteză; am micșorat cercurile și am mărit distanța, apoi cu adversar (Chiroiu) și cu portar (Pavlovici). Cel care dă gol e omul care aduce ploaia!”
```

După ce și-a încheiat cariera de fotbalist, Dobay a urmat și cariera de antrenor. A început la Constanța, la echipele CFR și Dezrobirea, continuând la Locomotiva Tg Mureș, Flacăra Moreni, Dinamo București, CCA, ASM Lugoj, UTA și CFR Cluj. Dobay a fost și antrenor de lot național, cele mai bune rezultate ca tehnician obținându-le cu CCA, prin câștigarea Cupei României (1955) și obținerea titlului național (1956).
Din motive de sănătate, Dobay se pensionează în 1960, suferind de artroză coxofemurală, boală în urma căruia a fost nevoit să suporte numeroase intervenții chirurgicale. Ultimii ani din viață îi trăiește la Târgu Mureș, unde se stinge din viață pe 7 aprilie 1994, la venerabila vârstă de 84 de ani.

## Palmares

### Ca jucător

#### Cu echipe
Banatul Timișoara
- Campionatul districtual

 Locul 3(1): 1926-27
Ripensia Timișoara
Liga I: 
- Campion(4): 1933, 1935, 1936, 1938
- Vicecampion(2): 1934, 1939

 Cupa României
- Câștigător(2): 1934, 1936
- Finalist(2): 1935, 1937

#### Individual
- Patru titluri de golgheter al Ligii I(pe atunci Divizia A) obținute în 1933, 1934, 1935 și 1937.

### Ca antrenor
CCA București
Liga I: 
- Campion(1):1956

Cupa României: 
- Câștigător(1): 1955

## Cărți
- Dobay, Ștefan (2014). Șut...goool! I se spunea „Calul” primul golgheter român de talie internațională. Editura Artprint. ISBN 978-9-7376-3936-3